# 魔法少女小圓角色列表
魔法少女小圓角色列表，是日本電視動畫《魔法少女小圓》（日语：魔法少女まどか☆マギカ）及其續作《劇場版 魔法少女小圓［新篇］叛逆的物語》，加上外傳漫畫作品——《魔法少女小織》、《魔法少女和美 〜The innocent malice〜》、《魔法少女貞德 The Legend of "Jeanne d'Arc"》、《魔法少女鈴音》，遊戲——《魔法紀錄 魔法少女小圓外傳》所有登場人物的介紹。

## 魔法少女小圓
本作所謂的魔法少女，是以「可以實現任何一個願望」的代價與丘比交換契約後，背負著「討伐魔女」此一使命的存在。願望的內容會影響魔法少女的特有能力，比如劇中「使恭介的手傷痊癒」的願望便賦予了沙耶香突出的治癒能力，許願維繫生命的麻美獲得了發射緞帶的魔法。

### 主角群

主角群

鹿目圓（Kaname Madoka，配音：悠木碧／黃紫嫻（港）／克莉絲汀·瑪莉亞·卡曼（英））
就讀於中學2年級的平凡少女，但在正片時間軸的故事中，因其良好的魔法少女的資質，被丘比執拗地推銷契約。
起初對魔法少女充滿華麗的夢想，但在麻美慘死、得知靈魂寶石的真相之後有了不同的認識，對於是否締結魔法少女的契約顯得膽怯而猶豫不決，以「影響當事者的旁觀者」的立場干涉其他魔法少女的行動。劇末終於確定自己的願望，為了終結魔法少女的悲劇而與丘比締約，成為消滅魔女的概念固定在宇宙中，在魔法少女之間以「圓環之理」（円環の理；Law of Cycles）的名稱流傳。
在劇場版［新篇］，做為圓環之理的概念，與沙耶香、渚2人進入焰的魔女結界。劇末遭到焰的暗算，從圓環之理強行分離出「做為人類時的記錄」，再度成為人類。
曉美焰（Akemi Homura，配音：齋藤千和／顏頌怡（港）／克里斯蒂娜·瓦伦瑞拉（英））
第1話轉學到圓的班級的魔法少女。反對圓成為魔法少女，反復進行令人費解的指示與警告。劇中揭露其過去的秘密以及悲壯的意志後，成為形象一再翻轉的角色。
真實身份是來自不同時間軸的圓的朋友。在第10話中，她為了拯救一再死於最強的魔女「魔女之夜」手下的圓，發動許多次的「時間操縱」以試圖改變此一結果。悽絕的演出使她享有極高的人氣，被本作部份影迷暱稱為「轟姆轟姆（ほむほむ）」。
在劇場版［新篇］，做為不完全的魔女，構築了魔女結界。劇末接管圓環之理的一部分，自稱化身惡魔。
美樹沙耶香（Miki Sayaka，配音：喜多村英梨／石梓晴（港）／莎拉·威廉姆斯（英））
圓的同班同學以及好友，與圓一同踏入魔法少女的世界。為了幫助因為無法治癒的手傷而中斷小提琴演奏家夢想的恭介，在麻美死後，與丘比締約成為魔法少女。
成為魔法少女之初充滿作戰的自信，具有牽引故事發展的「第二主角」的地位。受到締約後的自己不再是人的真相衝擊，鑽牛角尖之際又被迫面對與恭介、好友仁美之間的三角關係，造成其靈魂寶石迅速累積大量污穢，迎來了死後化身「人魚魔女」的結局。做為故事的最殘酷象徵，沙耶香發揮了悲劇女主角的作用。
在劇場版［新篇］，做為圓環之理的隨從，與圓、渚2人進入焰的魔女結界。劇末喪失了大部分前事記憶，是唯一記得「焰是惡魔」的知情者。
巴麻美（Tomoe Mami，配音：水橋香織／程文意（港）／Carrie Keranen（英））
見瀧原中學三年級學生，老練的魔法少女，圓與沙耶香的學姐。解救誤闖魔女結界的圓與沙耶香之後，被2人諮詢魔法少女相關事務，為將來締約預作心理準備。
作風新穎的魔法少女，基於保護他人的信念與使魔作戰，對圓有極大的正面影響。第3話與「零食魔女」戰鬥時，在圓與沙耶香的眼前迎來悽慘的死亡。
魔法少女的象徵性人物，她的退場說明了故事的本質。
在劇場版［新篇］，做為倖存的魔法少女，被關進焰的魔女結界，成為渚的好友。劇末喪失了前事記憶，與渚重新邂逅。
佐倉杏子（Sakura Kyoko，配音：野中藍／蔡雁紅（港）／劳伦·兰达（英））
麻美死後，為了劃定勢力範圍來到見瀧原的魔法少女。對於與自己一樣「為了別人許願」而成為魔法少女的沙耶香極排斥又極關心，因為相信二人本質相近，遂逐漸從旁指導，給予沙耶香有用的意見。
沙耶香魔女化之後，不相信沒有挽救沙耶香的方法，遂與化為「人魚魔女」的沙耶香作戰，最後發動自爆魔法與「人魚魔女」同歸於盡。
儘管初登場時像反派角色，但在退場之際已是具有俠義精神的角色了。
在劇場版［新篇］，做為倖存的魔法少女，被關進焰的魔女結界，成為沙耶香的好友。劇末喪失了前事記憶，成為圓、焰、沙耶香的同班同學。
丘比（Kyube (QB)，配音：加藤英美里／王慧珠（港）／Cassandra Lee（英））
自稱「魔法的使者」，外表像吉祥物的四足步行動物。真面目是孵化器，外星生命的終端。以抽取靈魂製成寶石的代價實現少女的任何一個願望，任務是敦促少女締約成為「魔法少女」。
故事初期與魔法少女們維持友好的接觸，也給予各式各樣的指導。然而，為了延長宇宙壽命而將地球人少女當作榨取能源的消耗品的目的曝光後，牠辯解道，為了自己種族的全員生還，犧牲魔法少女乃是合理的判斷。
在觀眾之間，丘比愚弄魔法少女們的巧妙言詞與說話技巧蔚為話題，印象深刻的台詞更成了社會流行語。丘比以「QB」的簡稱在網路上流傳，起源是本名發音「Kyubey」的諧音。
在劇場版［新篇］，做為無法說話的生物，與魔法少女一同行動，暗中主導「觀察並控制圓環之理」的龐大「實驗」。劇末被迫為焰服務，無法逃離地球。
百江渚（Momoe Nagisa，配音：阿澄佳奈／曾秀清（港））
《劇場版 魔法少女小圓［新篇］叛逆的物語》初登場的女主角之一。
概念色彩為白色，首次公佈於2013年9月2日。與圓等人比較，外貌顯得像小學生，回復人形前被稱為「蓓蓓」，以「我」或「渚」自稱，有在句尾加上的口癖。
其真面目是，被圓環之理引導前的「零食魔女」。愛吃乳酪。武器是喇叭，可吹奏出會爆炸的肥皂泡沫，也能役使魔女時期的使魔「尋找乳酪」。因為原作結局發生的因果律改變，魔法少女死亡之際不再魔女化，自此與沙耶香一樣，成為圓環之理（鹿目圓）的隨從。
最初成為魔法少女的理由是，為了使臨終前的母親吃到乳酪蛋糕。之後，因為沒有許願直接救活母親而感到後悔。
做為魔女，在原作殺害巴麻美之後隨即被曉美焰所殺，在劇場版［新篇］成為麻美的寵物兼同伴。

### 見瀧原中學師生
與圓、焰、沙耶香、麻美、希里華、杏子（僅［新篇］）來往的人們。
上條恭介（Kamijō Kyōsuke，配音：吉田聖子／朱碧怡（港）／Marianne Miller（英））
美樹沙耶香芳心暗許的青梅竹馬。但他沒注意到沙耶香的感情，對於太親密的異性間關係也缺乏意識。
過去是倍受期待的天才小提琴少年，左手因事故殘廢而長期住院復健。但被醫生宣佈「以現代的醫學不可能康復」，絕望之下變得過度自暴自棄，看不下去的沙耶香以療傷的願望成為魔法少女，恭介的手因此奇蹟似的復原。
出院之後倚靠拐杖上學，但出院事出匆忙而未及通知為他犧牲奉獻、又多次錯身而過的沙耶香。也不知道自己被捲入與仁美、沙耶香的三角關係。一連串的發展彷彿安徒生童話《美人魚》的翻版，恭介就像被美人魚暗戀的王子一樣。在重組的世界中，終於在沙耶香陣亡之際突然想要尋找她。
日文版姓氏起初寫作（有人字旁的），在第7話之後與漫畫版中被修正了（無人字旁的）。
志仁美（Shizuki Hitomi，配音：新谷良子／朱慧珊（港）／Shelby Lindley（英））
圓與沙耶香的好友兼同班同學，多才多藝的有錢人家大小姐，常常收到情書，在男生之間極受歡迎。性格穩重溫柔婉約，但對圓與沙耶香百合戀的誤會則呈現天然呆的一面。第4話遭到「箱的魔女」加害途中被沙耶香所救，但本人對此一無所知。
很久以前就仰慕恭介，為了不奪人所愛，首先對沙耶香坦白自己的感情。她認為沙耶香有優先行動的權利，因此許下自己「明天放學後告白」的宣言。其後一如承諾，與沒有被沙耶香告白的恭介親密地交談。剛得知靈魂寶石的真相又目睹這一幕的沙耶香，精神因此大受刺激。日後得知沙耶香死亡的仁美極度沮喪。在重組的世界中，與恭介成為正式的情侶。
在外传《魔法少女小織》中，是與圓、焰2人一起行動的同學。在結界中拼命逃生，最後與圓結伴行動的人。對於魔法與魔法少女的事情一無所知。
早乙女和子（Saotome Kazuko，配音：岩男潤子／陳凱婷（港）／Karen Strassman（英））
圓一行人的班級導師。主授英文。對婚期著急，一直找不到男朋友的煩惱，都反映於課堂的內容。曾因荷包蛋半熟起爭執，而與交往三個月的對象分手。乍看是不可靠的老師，但其實很照顧學生。與圓的母親詢子是舊識密友，第11話描寫了她們彼此坦承傾訴教育者的煩惱。
在外传《魔法少女小織》中，是與學生們一起，被魔女化的吳希里華的使魔殺害，僅骸骨殘存。
中澤（Nakazawa，配音：松岡禎丞／杜景煜（港））
圓的同班同學，坐在焰的左邊，在焰出場自我介紹之前，被和子詢問荷包蛋半熟抑或全熟的問題。

### 鹿目家族
鹿目詢子（Kaname Junko，配音：後藤邑子／杜翠翎（港）／Carrie Savage（英））
圓的母親，能幹的職業婦女。判斷自己有把握奪得社長寶座。根據丈夫知久的說明，她本人並非喜歡工作，而是享受努力奮鬥。雖遣詞用字不雅，但做為鹿目家的棟樑深愛著全家，並以成人的角度對圓提供諮詢見解。好飲酒（特別是洋酒），期待與長大成人的圓飲酒談天。早晨孱弱，每天都被圓叫起床。與圓的班級導師和子是舊識密友，相當掛念她的情史。
魔女之夜襲來時以強硬的態度挽留圓，但在確認圓的決心後便與她話別。在重組的世界中已無女兒的記憶，但對於「圓」這個名字及其隨身物品仍有些許懷念之情。
鹿目知久（Kaname Tomohisa，配音：岩永哲哉／葉偉麟（港）／Kyle Hebert（英））
圓的父親，家庭主夫。性格和善平靜，衷心尊敬詢子，對於幕後支持她的作法感到驕傲。
鹿目達也（Kaname Tatsuya，配音：水橋香織／陳姻岐（港））
圓的弟弟，暱稱，3歲的幼稚園學生，非常喜歡姊姊。在重組的世界中仍然認識圓，並動手描繪圓的外貌。但在旁人眼中，圓只是小孩子幻想的「看不見的朋友」。

### 其他
翔（Shō，配音：飛田展男）
第8話中，偶然與沙耶香同乘電車的乘客。男公關，與同事（配音：三木真一郎）大談徹底榨取女性金錢的技巧。身心疲憊不堪的沙耶香聽見他們的對話後對兩人怒斥並提出質問，自覺喪失「這個世界值得守護」的意義而使其加劇絕望走向魔女化的結局。
原劇中下場不明──本作導演新房昭之曾言明以沙耶香的性格無論如何都不會殺人，而漫畫版則更露骨地暗示沙耶香將兩人斬於劍下。
根據雜誌採訪披露，這2位男公關的台詞，是編劇虛淵玄在滿員電車中的親身見聞。
愛咪（Eimī，配音：新谷良子）
在特典CD廣播劇「Memories of you」登場的黑色野貓。在早於正片的某次時間軸，遇到了上學途中的焰，進而認識了圓。名字是圓親自取的，但不是圓飼養的貓。某一天因在圓的眼前遭遇車禍，促使圓以「希望拯救愛咪」的願望成為魔法少女。後來在魔女之夜來襲時，也是牠帶著尚未簽訂契約的焰來到圓與麻美戰鬥的現場見證一切。
也出現在電視動畫的片頭曲畫面中。
事實上，扮演圓的配音演员悠木碧飼養的貓就叫做「愛咪」。

### 魔女／使魔
根據官方網站與官方公式設定集，被使用於拼寫魔女名字（魔女出場時顯示）的文字稱為「魔女文字」。儘管許多影迷致力於密码分析，但官方從未完整公開這些文字的讀法，目前只能從週邊商品和設定稿上找到部分的名字。本章節中的魔女名稱，皆譯自動畫版官方網站的「魔女圖鑑」。
玫瑰園的魔女
有蝴蝶的翅膀，頭部生長茂密玫瑰的魔女。性質是「不信任」。結界像工地。第2話打算讓某個女性自殺，被巴麻美阻止。
官方公式設定集公布了名字的讀法，但沒有提到正確的英文標記法。
使魔「造園」
被賦予「景觀設計」作用的使魔。留著凱薩鬍，外表像一顆毛球。非常忠心的使魔。第1話詠唱德語歌曲登場，襲擊誤闖結界的圓與沙耶香。第2話與玫瑰園的魔女一起登場。最終話以圓（神）跟班的形式再度登場。
使魔「造園」（租借Ver.）
劇場版［新篇］被沙耶香（人魚的魔女）使役時的模樣，受到沙耶香的魔力影響，身體變成了魚尾巴，胸口的胸章是玫瑰園的魔女贈予的寶物。
使魔「警戒」
被賦予「警戒」作用的使魔。與「造園」的使魔一樣蓄鬍，蝴蝶翅膀的使魔。
會直接攻擊體型較大的入侵者，並集體使用荊棘捆綁體型較小的對手。
黑暗的魔女
正片未登場。性質是「妄想」。外表像大衛之星。在越暗的地方越強，在完全的黑暗中幾近無敵，但在燈火通明的現代並不是相當恐怖。
使魔「夢」
被賦予「造夢」作用的使魔。頭部草木叢生，身體與黑貓相似。第3話被麻美消滅。能在黑暗中畫出魔女所想的任何姿態和事物。在路燈和月光下能力量減半。
零食的魔女
百江渚的魔女化，外型像奇特人偶一樣可愛的魔女。性質是「執著」。通常不移動，但可從口中吐出具有小丑面目的巨蟲，且能多次脫皮。愛吃乳酪，有製造各種點心的能力，唯獨造不出乳酪。
第3話在醫院生成悲嘆之種，製出點心城的結界。受到麻美的單方面攻擊，但在承受必殺技「Tiro Finale」之後突然變身，咬掉麻美的頭顱並啃蝕其遺體。其後死於焰餵食的多枚炸彈。
劇中咬死麻美的場面造成了話題，其後登場於官方合作的飲食產品，因而產生了「夏洛特」這個名字。在播放期間唯一正式公佈名字讀法的魔女。
由於外型可爱，成为同人创作的熱門素材。
蓓蓓
配音：阿澄佳奈
在劇場版《［新篇］叛逆的物語》首次登場。平時的外觀是零食的魔女的初期型態，但眼睛略有不同。
她是麻美的好朋友，從旁支援魔法少女們與夢魘的戰鬥，負責淨化夢魘。此外，可進行理智的溝通，雖然使用乳酪的種類來堆砌言詞，但是能與魔法少女們對話。
故事的中盤，被取回記憶的焰所懷疑，被焰捕捉訊問時為麻美所救。在焰與麻美的戰鬥結束後想起了魔獸的事情。回復百江渚的人形姿態，對麻美說明來龍去脈。
根據劇場版特典的魔女圖鑑的描述，夏洛特在剛跟麻美相遇時的模樣跟在本篇登場的她是一樣的，而且個性無口沒有表情，跟著麻美後個性變得有點吵鬧，身上穿著的新衣服是麻美親手縫給她的。
使魔「尋找乳酪」
被賦予「尋找乳酪」作用的使魔。外型具有條紋花樣的特徵。不太可靠。有兩種外型，一種是老鼠外型，另一種則是護士外型。在劇場版新篇中老鼠外型在渚的身邊不停轉圈，護士外型的則幫助巴麻美以高空鞦韆移動。
箱的魔女
躲在桌上型電腦的外殼中隱蔽身體，人形的魔女。性質是「憧憬」。結界是漂浮著電視與木馬的無重力空間。以電視螢幕顯示各式各樣的影像，自己曾為魔法少女的姿態也在畫面之中。第4話打算使仁美在內的許多人集體自殺。有讀心能力，使得對麻美之死感到內疚的圓備受煎熬，隨後被魔法少女沙耶香擊倒。
漫畫版與電視動畫的集體自殺氛圍凝重，被稱為虛淵專屬的「黑色幽默」。在BD及DVD版的描寫則曖昧得多。
使魔「搬運」
配音：悠木碧
被賦予「搬運」作用的使魔。外型是搭載天使翅膀的球體關節人形。協助魔女分離人體，可將人體隨意拉長宛如橡膠一樣七零八落。劇中的台詞是把日語倒過來念的結果。
塗鴉的魔女
性質是「無知」。外型像小孩子。正片未登場，在《魔法少女小圓 PORTABLE》首度登場。後於《魔法紀錄 魔法少女小圓外傳》首次在動畫媒介上登場。
使魔「童心」
配音：悠木碧
被賦予「童心」作用的使魔。外型是蠟筆畫形象的髮辮少女。下半身與交通工具一體化，可在飛機、船、汽車之間自在變化。戰鬥能力雖高但相當膽怯。第5話幾乎被沙耶香擊敗，因為杏子從中作梗得以順利逃跑。
銀的魔女
外型像摩托車零件的魔女。性質是「自由」。第7話以回憶的形式登場，被締約之初的杏子消滅。
使魔「主張」
被賦予「索賠」作用的使魔。外型像冒煙的引擎。被杏子消滅。
影的魔女
經常維持祈禱姿勢的魔女。性質是「唯我獨尊」。住在像皮影戲的聖體光結界裡，由使魔發動攻擊，自身可從背部伸出無數像樹枝、樹幹的手臂捆綁對手。使用無法躲避的無數樹枝進行毫無間隙的攻擊。第7話被精神崩潰的沙耶香消滅。
使魔「盲信」
被賦予「盲信」作用的使魔。外型是末端長著動物顏面的觸手，為影的魔女發動攻擊。
犬的魔女
正片未登場。性質是「渴望」。化成狗的樣子去吸引人類的愛，誤入結界的人只能不停關心她。要装作很愛她才能消滅她。
使魔「室內裝飾」
被賦予「裝飾藝術」作用的使魔。外型是紙黏土捏製的女模特兒。第8話登場後被消滅。
人魚的魔女
美樹沙耶香的魔女化。性質是「戀慕」。結界是音樂廳，走廊上有放映人類時期記憶的裝飾品。上半身是穿著盔甲擁有3個眼睛身軀巨大的騎馬武士，胸口繫紅絲帶，下半身是魚的姿態。僅存的沙耶香痕跡是左手持劍以及披風。攻擊方式為發射大量馬車車輪。
典故出自安徒生童話的《美人魚》。
第9話捲入杏子的自殺攻擊而被消滅。
第10話在過去的時間軸登場，依舊不回應杏子與圓的呼喚，被焰消滅。此次她手持雙刀，結界也改為講壇、舞台一類的地方，使魔也不一樣。此次的悲嘆之種被圓帶走，在魔女之夜用於淨化焰的靈魂寶石的混濁。
劇場版［新篇］中能被沙耶香以液態媒介召喚出來，在與曉美焰對峙時就曾以地面上的水為媒介召喚出來（不過只有在小焰使用時間停止時出現一下子而已，在時間停止解除後就跟著沙耶香一同消失了），在阻止胡桃鉗魔女時被沙耶香以自殘的方式放血召喚出來。
名字發表於官方T恤商品上。
使魔「演奏」
被賦予「演奏」作用的使魔。為人魚的魔女指揮樂團不斷演奏。他們演奏的樂曲，使人想起立志成為演奏家的恭介擅長的古典音樂。在第9話登場。劇場版［新篇］中，沙耶香能在他們演奏出來的音符上行走。
使魔「伴舞舞者」
被賦予「伴舞舞者」作用的使魔。與志筑仁美相似，外型是穿著見瀧原中學制服的少女們。明顯受到不好的待遇，在劇中也被捲入來自魔女的攻擊。在第10話的某次時間軸登場。
藝術家的魔女
配音：松嵜麗
外型像凱旋門一樣的魔女。性質是「虛榮」。藏身於充滿梵谷、畢卡索作品的結界中。在第10話與特典CD廣播劇「Memories of you」登場，曾準備加害還不是魔法少女的焰，但隨即被麻美與圓所消滅。
使魔「代表作」
被賦予「藝術品」作用的使魔。外型是白色線條畫風的人影。本身是被魔女奪取生命的人的身體的一部分。名字出現於《魔法少女小圓 PORTABLE》。
班長的魔女
六隻手臂、沒有頭、穿著水手服的魔女。性質是「旁觀」。結界是不斷落下桌椅的藍色天空，並由許多晾衣繩圍繞。第10話登場，被圓、麻美、焰3人合力消滅。
使魔「同學」
被賦予「同學」作用的使魔。外型是穿著溜冰鞋的女學生下半身。
鳥籠的魔女
外型是在腋下收納鳥籠的魔女。性質是「憤怒」。第10話登場，被焰消滅。雖出現於《魔法少女小圓 PORTABLE》的預約特典及主題桌布，但不屬於遊戲的內容。
使魔「輕率者」
被賦予「輕率」作用的使魔。外型是一群上半身赤裸的鳥人。
救濟的魔女
鹿目圓的魔女化。性質是「慈悲」。外型像擁有無數樹根的大樹，將地球上所有生命強制吸入天國結界裡，沒有物理性消滅的方法。體型比起其他魔女非常之大（宛如數千公尺的高山）。因為焰反覆進行時間操縱，不斷累積平行世界的因果，使之更加強大。
要擊敗這個魔女，只能消除世界上的所有不幸。如果世界沒有悲傷，魔女就會產生這個世界就是天國的錯覺。
第10話中兩度登場，使魔法少女新手的焰認識到魔女的真相。
再度登場時，被丘比稱為「最邪惡的魔女」，毀滅地球僅需10天。
外傳作品《魔法少女小織》在織莉子的預知中登場，成為織莉子與焰的爭執焦點。
超巨大魔女
最終話，圓許願消除所有的絕望後，從圓的靈魂寶石中誕生出的，有如一個地球大小般的魔女。
根据劇團狗咖哩的設定，這個魔女「不是任何人的魔女，是由所有魔法少女的絕望誕生的空氣人形」。
最後依照圓的願望，由圓自己親手消滅，從而終結魔法少女必定魔女化的悲劇。
 舞台裝置的魔女／瓦爾普吉斯之夜／魔女之夜
配音：水橋香織
歷史中口耳相傳的，單一魔法少女無法應付的超大型魔女。外型是飄在空中的巨型齒輪，倒吊著一個身著禮服的人偶。官方網站的「魔女图鉴」顯示其本名不詳，劇中使用「魔女之夜」這個通稱。關於其原型設定有許多說法，但真相是以1個魔女為中心的集合體。性質是「無力」。為了把全世界「戲劇化」在各地出沒行進。
故事開頭出現於圓的夢境，第10話在不同時間軸登場。比起其他魔女，力量壓倒性地強大，曾在不同的時間軸奪走圓與麻美的生命。不需要像其他魔女躲在結界裡，擁有肉眼可見的惡意，可直接對現實世界進行物理性破壞攻擊。
以超级单体的形式具現化，每次出現就會造成數千人死亡。根據擁有多次對戰經驗的焰判斷，其已出現侵襲見瀧原的跡象。
在本作正片的時間軸，丘比認為焰不可能1人擊敗魔女之夜。實際上在第11話，焰數次發動時間操縱，並依次以油罐車、AT4、RPG-7、戰斧巡弋飛彈、88式陸基反艦飛彈以及M18A1闊刀地雷發動攻擊後，依舊不敵。隨後遭魔女投擲的大樓擊中，身負重傷，喪失行動力。当颠倒的人偶移动至上部时，魔女續以暴風般的速度繼續行進，路徑上的地表文明被瞬間歸零。
在最終話，圓許下「包括所有宇宙，過去與未來的魔女，在誕生前全部消滅」的願望成為魔法少女，魔女之夜終於被圓一擊滅殺。
使魔「影子魔法少女」
被賦予「小丑」作用的使魔。被魔女之夜的強大魔力吸引而來的魂魄，外型酷似魔法少女的影子。
根据劇團狗咖哩的設定，其外型是第1話－第10話間所有登場的魔女們還是魔法少女時的樣子（剪影）。當初設定時也包括了麻美、沙耶香與杏子的樣子，漫畫版也如實地描繪了，但在動畫版中被改掉了。
胡桃鉗魔女（Homulilly；）
曉美焰的魔女化，劇場版《［新篇］叛逆的物語》新登場的魔女。根據公車站的魔女文字，其被描述為：「愚蠢的模樣」「胡桃鉗魔女」「性質是獨斷」「你一直是笑柄」。
典故出自芭蕾舞劇《胡桃鉗》。外型巨大，相當於舞台裝置的魔女或人魚的魔女。外貌型似中世紀女巫，頭顱被削去一半，缺口生長彼岸花。雙手配戴木製桎梏，一步一步地走向斷頭台。
使魔「衛兵團」（Lotte）
被賦予「刑罰執行」作用的使魔。外型是眼鏡娘曉美焰姿態的無數錫兵，手持長槍、頭戴黑色熊皮帽。任務是送葬，將魔女送上斷頭台。
討厭白老鼠。
除了人類的尺寸，也有數百公尺高的巨大級。
使魔「護衛」（Luiselotte）
被賦予「老鼠驅逐」作用的使魔。外型是眼鏡娘曉美焰姿態的騎士，駕馭長了兩條馬腳的「蛀牙」。除了驅趕白老鼠，也協助「衛兵團」驅逐送葬途中的障礙物。
使魔「蛀牙」（Lilia）
被賦予「咀嚼」作用的使魔。外型是蛀牙狀的胡桃鉗人偶，代替頭顱破缺的魔女咀嚼異物，口中不斷發射出胡桃大砲。
使魔「鳥」（Liese）
被賦予「通報噩耗」作用的使魔。外型是穿著絨毛玩具服裝的烏鴉，在送葬行列前端通報魔女的喪禮。成群飛翔，但視力不佳，有衝撞移動目標的習性。除了一般的尺寸，也有百公尺長的巨大級。
在焰改變後的世界尋常地飛翔，也會食用杏子的蘋果。
使魔「偽街的孩子們」（Clara Dolls）
配音：Nadine Stummer、Mae Hinck、Marina Miyamoto、Hannah Heile、Sandra Kraus
被賦予「哭喪女」作用的使魔，在送葬行列中玩換裝遊戲炒熱氣氛的時裝娃娃少女們。正片中有14個本尊：驕傲、陰沈、欺騙、冷血、任性、毒舌、糊塗、嫉妒、怠惰、虛榮、疑心、愚笨、嫉妒、頑固。唯一未登場的是：愛。
每一個個體，皆與魔法少女勢均力敵。不斷以長槍撕裂丘比，也協助構築了捏造的見瀧原（偽街；false town）。

#### 魔法少女小圓 PORTABLE
PSP電子遊戲《魔法少女小圓 PORTABLE》新登場的魔女。
此岸的魔女（Homulilly；）
曉美焰的魔女化，在曉美焰線初次登場，在焰被魔女之夜擊敗後出現，只出現CG，性質根據《魔法紀錄 魔法少女小圓外傳》中魔女化身（ドッペル）的命名法則來看可能是「閉鎖迴路」或「業因」。
化妝的魔女（Candeloro；）
巴麻美的魔女化，於巴麻美線登場。性質是「招待」。心地善良的魔女，不會讓進入結界的訪客逃脫。其結界內部像是從繪本中跑出來的茶會會場一樣，不過唯一不同處是色調相反的天空。大概是目前為止最小的魔女，其大小幾乎跟一個茶杯一樣大。
使魔「帶領」
於巴麻美線登場。持弓的粉紅色使魔與持槍的紅色使魔。會將進入結界的人誘導到魔女的茶會。
武旦的魔女（Ophelia；）
佐倉杏子的魔女化，於佐倉杏子線登場。性質是「自棄」。外表是騎著馬的蠟燭頭和風衣騎士。在虛幻的步伐中迷失的魔女，在她身邊的馬是什麼，魔女已經想不起來了。
使魔「追蹤」
於佐倉杏子線登場。他們在魔女的結界中遊蕩，魔女沒有特別的理由要接觸他們。
針的魔女（Quitterie）
於謎之魔女結界中登場。性質是「敬愛」。戴著一個丘比頭套，為了拯救宇宙而捨棄一切的魔法少女變成的魔女，她還相信著自己可以拯救宇宙。
使魔「討好」
是得不到愛的魔女親手製作的玩偶。因為太可愛了, 大概沒有人會對牠拔刀相向吧。
忘卻的魔女（Itzli）
於謎之魔女結界中登場。性質是「復仇」。
是從銀河遠處來臨的魔法少女的魔女，在全宇宙的魔法少女都被忘記的現在出現了。

### 魔獸
魔獸是在最終話重組的世界中，新登場的魔法少女的敵人，因人類的詛咒與絕望而生。魔獸的外表像一群剃髮的男性僧侶，看不出個體差異。此外，沒有像使魔一般的眷屬，群體行動，其各種性質都與魔女不同。持有小型立方體形狀的悲嘆之種，在魔法少女不會魔女化的新世界中，直接吸收這些方塊是丘比獲得能源的唯一手段。魔獸的設計同樣由劇團狗咖哩負責。
2015年開始連載的《魔法少女小圓［魔獸篇］》（日语：魔法少女まどか☆マギカ［魔獣編］）正式確定魔獸共有4種型態，皆以人類（包括魔法少女）的正負面感情為食糧，會吸收魔法少女的魔力，其餘共通點繼承原作。能力由低至高分別為：
魔獸（普通）：原作結局已登場，外表像一群剃髮的男性僧侶，看不出個體差異。攻擊手段為鐳射光。
修道魔獸：本作初登場，外表呈盤腿坐姿，手持燃燒的短槍，全身滾燙呈漂浮狀。攻擊手段為掌心射出銅劍，揮舞短槍。
悟道魔獸：本作初登場，外表是破碎的男性上半身，無頭無手，環繞破碎的方塊狀內臟與幾何狀器官，周身漂浮。攻擊手段是投擲內臟、並使物質發生乾燥、風化、腐蝕與解體現象。
涅槃魔獸：本作初登場，被巴麻美稱為「大型魔獸」，外表是完全的幾何造型，環繞更多的方塊，周身漂浮。攻擊手段不明，一擊就能打破佐倉杏子的「穿針引線」結界。

### 夢魘
夢魘（nightmare）是在劇場版《［新篇］叛逆的物語》初次登場的敵人，首次公佈於2013年9月5日的富士電視台特別節目。以夜晚做為媒介，將人的惡夢具現化。身上並沒有悲嘆之種，被打倒後會發出光輝，淨化魔法少女的靈魂寶石。
其真面目是，焰深層心理的願望所聚合的邪念。
與魔女不同，夢魘是以實體模型拍攝而成的。

## 魔法少女小織
本節僅記載《魔法少女小織》的原創角色。

### 主角
美国織莉子（配音：早見沙織）
本作的主角。
印象色「白」。在本作開頭已經與丘比签约成為魔法少女，擁有預知未來的能力。戰鬥方式是無限投擲像水晶球的球體進行攻擊。本身具有強大的壓迫感，初遇織莉子的巴麻美曾被當場嚇哭。
隨著政治人物父親久臣的垮台與自殺，接種而來的環境、際遇的劇變，使得她對自己、社會都十分絕望，因而許願「想知道自己活著的意義」成為魔法少女。契約成立後不久就使用魔法，看到了見瀧原的毀滅性結局，以及一個「誰都無法擊倒」的強大魔女（即救濟的魔女）。為了阻止這個未來成真，她遂計畫獵殺魔女的原型——鹿目圓。但此一行動與丘比的利害不相符，所以她與吳希里華一同掀起「獵殺魔法少女」的風波，並誘導丘比尋找千歲由真，以便暗中殺害圓。
故事終盤佔據了見瀧原中學，以魔女結界包圍全校，釋放使魔對師生展開大屠殺，以便自己與希里華趁機殺害圓。隨後與守護鹿目圆的晓美焰陷入激戰，起初以2比4的人力劣勢（對手是焰、麻美、杏子、由真）仍可壓制全場，最後為保護希里華的遺體而露出破綻，被焰用手槍擊碎靈魂寶石陣亡。但她臨終前使出最後一擊，成功殺死一牆之隔的圓。也因此，圓的魔女化不可能發生了，某種意義上拯救了見瀧原。
吴希里華（配音：井口裕香）
「黑色的魔法少女」。經常陪伴在織莉子身旁。
武器是雙手的镰爪。擁有減慢自己以外全部行動的能力（緩速魔法）。此一能力使她能比對手更快移動，對作戰十分有利。缺點是較難控制，若一次拿出過多武器，緩速魔法的範圍、效力會隨之下降。
盲目地溺愛著織莉子。在劇中，服從織莉子的命令，狂熱地獵殺魔法少女。言行脫軌，曾被麻美批評為「壞掉了」。
原本就讀見瀧原中學，但成為魔法少女之前就時常曠課。自評「害怕被人討厭，交不到朋友，沒辦法談戀愛，一事無成，沒有出息的幼稚女生」。有一次在便利商店結帳時掉了滿地的錢，被恰巧在場的織莉子解圍。此後特別留心織莉子，但仍然不敢打招呼，因而許願「想成為不同的自己」成為魔法少女。願望實現的結果，造就了她現在的性格。
故事終盤，協助織莉子佔據學校，但與杏子、麻美2人激戰時陣亡。
在《魔法少女小織 〜noisy citrine〜》做為主角登場。
千歲由真（配音：久野美咲）
被織莉子利用於誤導丘比的年幼少女。雙親被魔法殺死時，被適時出現消滅魔女的佐倉杏子所救，此後變得親近杏子。
由於家庭不合，經常被母親痛罵「沒有用」並遭受虐待。因此，非常害怕自己因為沒有用而被棄之不顧，在織莉子現身告知「杏子即將戰死」之後，為拯救杏子與丘比簽約，成為使用治癒魔法的魔法少女。治癒魔法可做為衝擊波武器，也能召喚像絨毛玩具一樣的釘錘，衝擊波的力道甚至能改變麻美的子彈軌道。變身後的服裝，是露肩禮服與幼女風的drawer。靈魂寶石位於後背。
故事終盤，當麻美、杏子因為魔法少女的真相而動搖負傷時，對2人施展治癒魔法，並以自己的家暴受虐的心路歷程鼓勵她們，製造了戰局反轉的契機。
在《魔法少女小織 〜symmetry diamond〜》的故事中，為躲避母親千歲真子的虐待而逃到公園，遇到了織莉子。
間宮繪理香
在《魔法少女小織 〜noisy citrine〜》登場，希里華的青梅竹馬。由於名字相近，故彼此座位相鄰，小學時代的好友。
因雙親離婚而離開見瀧原町，故事中與母親的再婚對象返回見瀧原町定居。「間宮」是繼父的姓氏。
優木沙沙
在《魔法少女小織 〜symmetry diamond〜》登場。拼命收集悲嘆之種，利己的魔法少女。盯上了織莉子與希里華，打算搶奪出現許多魔女的見瀧原町。
最終自殺身亡。
淺古小卷
在《[新約] 魔法少女小織 〜sadness prayer〜》登場。與織莉子同校的女學生。

### 魔女
玩具的魔女
身材短小的人型魔女，同時襲擊杏子與由真，被杏子消滅。
使魔外型像黑色的青蛙玩偶。
旨趣的魔女
上半身穿著和服的骷髏，外型令人毛骨悚然的魔女。擁有複合型能力。外圍部份被杏子消滅後，產生第二型態變化，並切斷杏子的四肢使其重傷。因為與丘比締約的由真即時趕到，傷勢瞬間痊癒的杏子得以反擊，終遭剿滅。
使魔身上有大象的特徵，面目可憎。
鎧甲的魔女
全身穿著西洋鎧甲的魔女。出現在織莉子的花園中，被希里華瞬間消滅。
甫出場就滅亡，故使魔不明。
貓的魔女
擁有貓的顏面以及八個手臂的魔女。襲擊偶然一起行動的麻美與希里華，發動像袋子的東西囚禁希里華，但隨即被希里華消滅。
使魔不斷地操作縫紉機，幾乎不干預戰鬥。
針的魔女
吳希里華的魔女化，性質為籠絡。外型是三個相連的女性身體，頭戴附有眼珠子的帽子。
使魔是頭戴大禮帽的毛球，使用獠牙大量咬死見瀧原中學的師生們。
魔女化之前，希里華起誓絕不襲擊織莉子，魔女化之後以堅強的意志力克制，確保只有織莉子免於遇襲。
原本漫畫中並沒有提到魔女的名稱和性質，是根據魔法紀錄中希里華的魔女化身的介紹資料逆推得出來的。
noisy citrine的魔女
在《魔法少女小織 〜noisy citrine〜》登場，名稱不明。
使魔在正式戰鬥前被希里華剿滅。

## 魔法少女和美 〜The innocent malice〜

### 昴宿星聖團
昴宿星聖團（プレイアデス聖団），是以和美為首的7人魔法少女团队。名字取自昴宿星團。和美的原型——魔法少女和纱美千瑠偶然拯救了6名被魔女迷惑、準備集體自殺的絕望少女們，則為組隊的契機。在和美建議下，每個團員都為自己取了義大利語的必殺技名稱，其靈感是和美從巴麻美的必殺技「Tiro Finale」學來的。團員大多是海外歸國子女，住在御崎海香用作家版稅購買的豪宅，但真正的根據地則是若葉未来的玩具熊博物馆「Angelica Bears」。
團體採用無明確領導的評議制，每個團員持對等的立場共同討論、凝聚共同戰鬥的信念，作者稱為「圓桌騎士」。以美千瑠的魔女化為契機，生還的團員知道了魔法少女系統的矛盾，並決心否定之。此後一邊履行魔法少女討伐魔女的使命，一邊暗中狩獵魔法少女、摘取其他人的靈魂寶石。其本意是以停止魔法少女的活動抑制魔女化的發生，並尋找將魔法少女恢復為人類的方法。孵化器柔比的記憶被竄改，同時擔負淨化靈魂寶石（原為魔法少女自便）與回收悲嘆之種的任務，但團員之一神那妮可，能夠不被混濁引起的一兩次魔女化所影響。
可發動團隊必殺技「白熱化狙殺」。
和美／昴和美（Kazumi / Subaru Kazumi，配音：丹下櫻）
本作主角。
莫名其妙地被绑架了，患上失忆症，只记得自己的名字，出乎意料地与御崎海香、牧薰相遇後被接回3人同住的大型别墅。
3人都是歸國子女，父母均在海外工作。3人都已締約成為魔法少女，記憶喪失前是討伐魔女的7人團體「昴宿星聖團」成員之一。但想不起自己成为魔法少女的愿望。
天真爛漫和藹可親，饕客。口头禅是「浪费食物的家伙是真正的坏人」，因此相信立花不是壞人。失憶前也負責團隊的烹飪工作。
戴著附有鈴鐺的耳環（其實是靈魂寶石）。在雙樹姊妹口中，是靈魂寶石與身體分離的新奇類型。解除耳環外型的靈魂寶石，不是通常的雞蛋狀，而是底部長出一根針的奇怪形狀。
使用十字架般的矛，必杀技为「最大極限衝擊」，由矛尖发射一道光束直接消灭敌人。能力为破壞（破戒）事物本来的规律和限制。變身造型為「黑色斗篷」。
其真面目为「和纱美千瑠（和紗 ミチル）」。
和美第22话与丘比締約，許願「变成真正的人类」，与「if」所创造的魔女决斗后，恢复了正常的生活，并改名为昴和美，入读了海香的学校。
御崎海香（Misaki Umika，配音：內田彩）
和美的密友，一名出名的中学生小说家，與和美、薰3人所住的别墅就是靠其写书所赚的钱所得的，当感到写作遇到瓶颈时会以做饭和购物做发泄，但平时不做饭。
愿望是“编辑能承认她的写作天赋”，武器为魔法书，必杀技为「魔女解讀本」（イクス·フィーレ），能从中得知敌人的弱点，能力为分析。
其悲惨过去为，自己所写的书稿被人盗用。
牧薰（Maki Kaoru，配音：田所梓）
和美的密友，一名学校足球员，运动神经超好，脚力超强，很关怀别人，有种姐姐的感觉，信奉“胜利是凭藉实力的”。
愿望是“救了那场比赛受伤的所有人吧！”，武器为强力球靴，必杀技为「砲彈」（パラ・ディ・キャノーネ），将海香从魔法书发出的光球用力踢向敌人，能力为体力强化。
其悲惨过去为，在一次足球赛事中被另一名孩子踢伤双脚，可能无法再踢球，而且踢伤者也因内疚而自杀身亡，薰为此大哭。
宇佐木里美（Usaki Satomi）
第3话登场的昴宿星聖團成员，有点心理脆弱，提及过将来想成为兽医。
愿望是“能和动物说话”，必杀技为，能力为理解动物的语言（叫声）并加以控制。
其悲惨过去为，生日所得的小猫由于无法及时发现其异常，導致其死亡。
外表脆弱，但内心险恶，在第13话道出「回忆惨假」「和美是複製人」的真相後，意圖殺害「現在的」和美。最终魔力耗竭，化身為魔女「愛哭鬼鎧甲」，被和美消灭。
若叶未来（Wakaba Mirai）
第3话登场的昴宿星聖團成员，個子矮小，對裁縫功力頗為得意，泰迪熊是最重要的作品。和里美、妮可、早紀组成一组，举止有些粗鲁 ，经常锤击别人，但心底善良。
愿望是「一座给熊布偶的博物馆」，被和美取名為「Angelica Bear」。平時能召唤大量玩具熊攻击敌人，必杀技为使出一把超大型魔法刀砍必死敌人，能力为召唤熊相关的魔法。
其悲惨过去为，没有朋友，只能与熊布偶作伴。
十分喜欢早纪，在早纪魔女化後，自愿死於「翌檜之昴」的攻击。
神那妮可（Kanna Nico）
第3话登场的昴宿星聖團成员，來自加州的歸國子女，擁有遺世獨立的從容個性，感情表達相當含蓄。
愿望未知，在第12话许愿时只偷偷告诉了柔比，武器像铁撬，能力为重构，能将手指变成导弹般发射出去（並長出新手指），並利用其它物体制造分身。
使用自己改造的手机来探测魔女的痕迹残留。
第9话在和双树对战後，因灵魂宝石混濁变成魔女，令昴宿星聖團成员大惊，被未来消滅。当和美抱着遗体悲伤时，本體从另一处冒出，并回收了遗体。柔比说这是其愿望的报酬。
其悲惨过去为，小时候用真枪误杀了两个同伴。
其真面目为「聖妮可」。
浅海早紀（Asami Saki）
第3话登场的昴宿星聖團成员，是聖團的头领和指挥人物，冷静，沉着，但会有点不耐烦。
愿望是「让妹妹（美幸）留下的这花永远开放下」，武器为短鞭，能发出闪电的攻击。必杀技、能力未知，根据第13话能进行类似的空间转移，可能是与时间空间系相关的技能。
其悲惨过去为，一位叫美幸的好友在车祸中身亡。
對和紗美千瑠懷抱感激之情，所以十分执意於复活美千瑠（和美），即使产生了失败品也不愿意销毁。
在第18话魔女化，即魔女「翌檜之昴」。
和纱美千瑠（Kazusa Michiru）
昴宿星聖團的真正創立者，遗留的日记透漏自己见过悠里、早已知道魔法少女的末路、为连累同伴感到后悔，但仍然继续与魔女对抗、悉心照顾其他同伴，是十足的好人，也促使大家不惜代价将其复活。
死後，被其他聖團成員以魔女的肉塊填塞屍體，製成複製人和美，尋找方法將她復活。

### 其他魔法少女
悠里／杏里愛里（YUURI/ANRI AIRI）
暗中追杀昴宿星聖團的魔法少女，魔法少女狀態的魔法武器與巴麻美相當相似，都是召喚大量槍砲射擊的類型，後來证实是受到「if」的指引，劫持和美並利用恶意之种制造魔女来消耗昴星团的魔力。
變身造型為「小丑服」。
真正的名字叫杏里愛里。愛里是身患绝症將死的女孩，摯友悠里為了挽救愛里而许愿成为魔法少女。愛里起初並不知情，但在悠里魔女化被昴宿星聖團消灭时刚好在场，親眼目擊魔女化後的悠里被聖團所殺，因而在丘比的煽動下締結契約，願望是「希望自己能成為悠里並且向聖團復仇」。
通常魔法少女的願望都是懷抱著希望（比如《魔法少女小圓》的5名主角），唯獨愛里許下的願望是復仇、詛咒的負面絕望類型。這導致她雖然身為魔法少女，也能使用魔女的魔法技，懂得設置結界「惡魔的調理場」（イーブルキッチン）召喚牛獸使魔「強力牛角」（コルノ・フォルテ）以及大範圍強力攻擊魔法陣術「三角魔法陣」（イル・トリアンゴロ），技能相當豐富。
願望換得的真正能力是模仿變身，可以自由自在的變裝，曾經利用魔法假扮成里美以脅持和美。
靈魂寶石的類型也與其他人不同。通常靈魂寶石越是清潔，便代表魔力越強，愛里則剛好相反。其靈魂寶石累積越多污穢則魔力就會越強。但在與聖團的復仇戰中，靈魂寶石累積了過多的污穢，超出維持魔法少女狀態的負荷量，耗盡魔力而魔女化，最後被和美消滅。
飞鸟悠里（Asuka Yuuri）
爱里的摯友，双马尾髮型，为了拯救爱里的性命而成为魔法少女，之後也利用灵魂宝石的魔力去治愈其他人，但最终因為灵魂宝石魔力耗尽、轉化成悲叹之种而化身魔女，被昴宿星聖團的6人（和美除外）所目擊並當場消滅。
變身造型為「护士」，使用类似针筒注射器和加特林機槍结合的武器。
烹饪技术不错，能挺进到一个烹饪比赛的决赛中。
茜堇（Akane Sumire）
變身造型呈中国风的魔法少女，武器為薙刀。
与牧薰在足球训练营搭档过。
第7话出场，被昴宿星聖團夺取了灵魂宝石。
雙樹姊妹（Ayase / Ruka）
真面目是双树绫濑（Sōju Ayase）、双树流香（Sōju Ruka）两个人共用一个身体的魔法少女，单马尾髮型（左右邊各異），本身也有收集灵魂宝石的需要，由于前往见泷原市途中在翌桧市见到昴宿星聖團收集灵魂宝石的行为，產生了夺取聖團灵魂宝石的想法。
持有惡意之種，來源則是由「if」所提供。
两人变身后均为长裙衣着，使用武士刀，但绫瀬为白色长裙，左手用刀；流香为黑色长裙，右手用刀。同时共用身体时，裙子左白右黑，採二刀流攻擊，双人公用身体可使出必杀技。
KAEDE HINATA
長眠中的魔法少女。
椎名雷米（Shiina Remi）
石岛美佐子的高中同学，使用斧的魔法少女，在石岛的回忆中出现。
有一个3岁的妹妹，现下落不明。
聖妮可（Hijiri Kanna）
故事的最大黑幕，神那妮可過往经历的真身。由於幼年杀死同伴的经历而十分孤单和被人避忌，她制造了一个与其同样的人偶「if」，並设想她若没有那段经历，会过上怎樣的生活。后来在与丘比订立契约时，将「if」具现为真人并让渡了自己的姓名给「if」，按照她幻想的设定而生活，自己使用了神那妮可的名字跟随进昴星团。
在不知道前情下，「if」按照圣妮可的设定很幸福地生活，直到聖團对付飞鸟悠里的魔女时，看见变成魔法少女的圣妮可，并从丘比和网络得知自己的真实情况，進而愤怒地与丘比交換契约，愿望为「让对方不察觉的情况下使用对方的能力」，意图让真正的神那痛苦地死去并消灭聖團，且透過能力得知了聖團「制造和美」的计划。
后来，利用神那的再生能力、海香的分析能力制造大量的「恶意之种」，促使悠里和双樹姐妹制造魔女，来消聖團的魔力。支使悠里抢夺和美，但未成功（第1話）。在真正的神那魔女化之後，接替了她的身份。
最终目的是，利用聖團長期以來收集的魔法少女躯壳，仿照製造和美的方式，量產人造魔法少女来摧毁人类。在和美成为真正的魔法少女之後，将所有聖團收集的灵魂宝石污浊化成悲叹之种，集合成大型魔女「許阿得斯的拂曉」。但被和美打倒之後，经過和美的开导，始明白真正的神那希望自己能体会她所希望和渴求的生活，成为真正的自己。最终懊悔而选择自尽。

### 妖精 (柔比/丘比)
柔比（Jube）
可简称JB，被魔法少女称其为“妖精”，里美以称呼其，负责收集魔法少女所收获的悲叹之种和净化灵魂宝石，和QB相像，黑色身体，耳朵伸出好像手的器官。
在第9话指出，昴宿星聖團的所为，是为了否定这个不合理的魔法少女规则。
在第12话得知，因为在飞鸟悠里魔女化时道出了魔法少女的结局，而被海香洗脑且失去建立契约的能力并被迫为昴宿星聖團工作，但实情是，在美千瑠魔女化后，被妮可利用丘比的尸体改良出来的替代品——，最终因吸收污浊超负荷而崩毁。

### 其他登場人物
立花宗一郎
第1话登场，由于被商场欺骗了他的店铺，被人设计试图用炸弹炸掉商场，结果被调包成和美。在第6话重新出场，帮一个朋友打理一家餐馆。
石島美佐子
第1话登场的女警官，为了业绩而教唆宗一郎並设伏试图嫁禍給他。自称有人提供给她所需的信息和力量，被和美识破后变成螳螂状的魔女。被清除掉惡意之種后，在第16话提及，她一直在调查大量失踪女孩（也就是被聖團收理或消灭的魔法少女和魔女）事件，并怀疑与魔法有关。
志田京香
第2话登场的化妆品销售员。因为时髦少女们使用劣质粉底而为少女们的皮肤感到悲愤，被人利用，因惡意之種变成魔女。
托托
在和美身邊的黑貓。
切片秋山
在愛里的回想中登場的料理人。飛鳥悠里是他的忠實愛好者。專長為直覺料理。

### 魔女
以下是外傳漫畫《魔法少女和美 〜The innocent malice〜》新登場的魔女。
「序（prologue）」
第3話登場。
屬性不明，外表形同兒童的塗鴉，潛藏於移動圖書館的麵包車中。淺海早紀判斷其為「從使魔成長而成的魔女」。使魔是「書籤人」。
御崎海香、牧薰2人曾受困其結界，下落不明，驚動昴宿星聖團全員出動，死於和美的必殺技「最大極限衝擊」。
「魔女」
飛鳥悠里的魔女化。在昴宿星聖團的面前化為魔女後，隨即被殺。
屬性「（過度的）奉獻」，針筒的外型，對進入結界的人類注入麻醉後，像作菜一般把對方切碎，取出患部。但沒有人能承受這種手術，她救不活任何人。使魔是「叉子」。弱點「不被人需要」。吶喊聲「噗嘶噗嘶」是刺人的聲音。
心臟的魔女
攸里（杏里愛里）的魔女化。與和美交戰途中化為魔女。
屬性「自我否定」，心臟的外型，貌似雙馬尾的東西是去顫器，留在體弱多病的愛里身上，代表死而復生的自己。使魔是「球根」。弱點「藥毒」。吶喊聲「噗吱噗吱」是血管因憤怒而爆裂的聲音。
子彈的魔女
神那妮可的魔女化。與雙樹姊妹戰鬥後突然化為魔女。
屬性「罪惡感」，僅有的上半身外型是假人模特兒，頭部有一個彈孔，以雙手的刀腰斬對手。經常陷入播迫害妄想之中，進入結界的人說什麼都沒用，只會被她殺掉。
使魔是「人形槍靶」。
古代的海洋魔女
第11話登場。企圖利用成為魔法少女前的海香一行人的絕望，引導她們集體自殺。
屬性「害怕孤單寂寞」，令人聯想到珊瑚與水母群，不知是使魔合體變成魔女，還是魔女分裂變成使魔。大概因為原本是群體的關係，必須一次殲滅所有群體才可完全消滅。外貌柔軟，看似經不起打擊，其實很不容易對付。
死於和美的必殺技「最大極限衝擊」。
「愛哭鬼鎧甲」
宇佐木里美的魔女化。與和美交戰途中化為魔女。
屬性「膽怯」，擁有使魔。
「翌桧之昴」
淺海早紀的魔女化。
屬性「姊妹愛」，外觀是類似鈴蘭的球體，使用一口尖銳的獠牙咬死對手。以優先保護妹妹為行動原理。
「雙頭的邪翼」
雙樹姊妹的魔女化。
屬性「奢侈」，外觀是擁有翅膀的狗。魔女化之後也是兩人共用一個身體，擁有兩顆頭。
一度於戰鬥中壓制海香與和美，最後仍死於和美的必殺技「最大極限衝擊（リーミティ·エステールニ）」。
「魔女軍團」
誕生自聖團收集的靈魂寶石，共有5尊實體。
「許阿得斯的拂曉」
聖妮可使用「連接」的魔法結合複數的靈魂寶石，進而融合而成的巨大魔女。名稱出自丘比之口，取自「許阿得斯」的典故。
屬性「滅亡」，擁有與魔女之夜相同的大小，與魔女之夜一樣不需要結界。使魔與魔女之夜的相似，是一群魔法少女的剪影。

## 魔法少女貞德 The Legend of "Jeanne d'Arc"

### 主要角色
- 注意：部份中文譯名非官方設定。

#### 支持法國的魔法少女
塔魯特（Tart，配音：堀江由衣）
莉茲•霍克伍德（Riz Hawkwood，配音：小清水亞美）
梅麗莎•德•維尼奧勒（Melissa de Vignolles，配音：加隈亞衣）
愛麗莎•瑟爾斯嘉（Elisa Celjska，配音：澤城美雪）

#### 支持英國的魔法少女
拉皮努（Lapin，配音：井澤詩織）
可魯波（Corbeau，配音：大坪由佳）
米諾（Minou）
巴伐利亞的伊薩博（Isabeau de Bavière）

### 其他角色
佩爾內勒•弗拉梅爾（Pernelle Flamel）
艾蒂安·德·維尼奧勒（Étienne de Vignolles）

## 魔法少女鈴音
天乃鈴音
茜咲中學的學生，在一家報社打工。每當她遇見一位魔法少女，就會詢問對方的名字，然後將之殺害。
成見亞里紗
詩音千里
奏遙香
日向茉莉

## 魔法紀錄 魔法少女小圓外傳

### 主要角色
環彩羽（聲：麻倉桃）
七海八千代（聲：雨宮天）
由比鶴乃（聲：夏川椎菜）
深月菲莉希亞（聲：佐倉綾音）
二葉紗奈（聲：小倉唯）

### 次要角色

#### 初始1星
| 姓名 | 聲優   | 角色設計 | 屬性 | 類型 | 備註                                                                                          |
| ---- | ------ | -------- | ---- | ---- | --------------------------------------------------------------------------------------------- |
| 黑   | 未公開 |          | 闇   | 攻擊 | 與期間限定活動《訂製情人節 ～大家傳達心意的方法～》登場的角色「黑羽毛（匿名希望）」外觀相同。 |

#### 初始2星
| 姓名       | 聲優       | 角色設計 | 屬性 | 類型 | 備註                                                                    |
| ---------- | ---------- | -------- | ---- | ---- | ----------------------------------------------------------------------- |
| 矢宵可乃子 | 加隈亞衣   |          | 闇   | 攻擊 |                                                                         |
| 空穗夏希   | 杜野真子   | 八重樫南 | 水   | 支援 |                                                                         |
| 都雛乃     | 朝日奈丸佳 | GENJIN   | 木   | 支援 |                                                                         |
| 美凪紗紗蘿 | 高橋李依   |          | 光   | 防禦 |                                                                         |
| 木崎衣美里 | 鬼頭明里   |          | 闇   | 支援 |                                                                         |
| 保澄雫     | 七瀨彩夏   |          | 光   | 攻擊 |                                                                         |
| 志伸晶     | 村中知     |          | 水   | 攻擊 |                                                                         |
| 胡桃愛香   | 洲崎綾     |          | 火   | 治癒 |                                                                         |
| 夏目佳子   | 鈴木繪理   | 茨乃     | 木   | 治癒 |                                                                         |
| 桑水清佳   | 和氣杏未   | Hanokage | 水   | 支援 |                                                                         |
| 鈴鹿朔夜   | 峯田茉優   | ヒゲ     | 木   | 攻擊 | 在期間限定活動《Crimson Resolve～深紅的決斷～》做為非操作角色初次登場。 |
| 三栗菖蒲   | 木戶衣吹   |          | 火   | 攻擊 |                                                                         |
| 春名木實   | 三森鈴子   |          | 木   | 治癒 |                                                                         |

#### 初始3星
| 姓名       | 聲優       | 角色設計 | 屬性 | 類型 | 備註                                                           |
| ---------- | ---------- | -------- | ---- | ---- | -------------------------------------------------------------- |
| 龍城明日香 | 瀨戶麻沙美 | 蒼樹梅   | 水   | 平衡 |                                                                |
| 常盤七香   | M·A·O      |          | 水   | 平衡 |                                                                |
| 阿見莉愛   | 立花理香   | Nardack  | 闇   | 魔法 |                                                                |
| 純美雨     | 西明日香   | 一十九二 | 水   | 防禦 |                                                                |
| 伊吹麗良   | 高野麻里佳 | Hanokage | 火   | 平衡 |                                                                |
| 毬子彩花     | 小澤亞李   | Afro     | 闇   | 防禦 |                                                                |
| 江利愛實   | 上田麗奈   | 神崎廣   | 火   | 平衡 |                                                                |
| 遊佐葉月   | 佳村遙     |          | 光   | 支援 |                                                                |
| 加賀見真良 | 石上靜香   | H2SO4    | 光   | 攻擊 |                                                                |
| 綾野梨花   | 伊藤加奈惠 |          | 火   | 魔法 |                                                                |
| 惠萌花     | 福緒唯     | GENJIN   | 木   | 支援 |                                                                |
| 由貴真里愛 | 逢田梨香子 |          | 水   | 治癒 | 在2020年女兒節登錄活動中做為非操作角色初次登場。               |
| 三穗野星羅 | 桑原由氣   | 美山零   | 火   | 平衡 |                                                                |
| 吉良手鞠   | 安齋由香里 | 中島有華 | 水   | 支援 |                                                                |
| 柚希步鳥   | 田中美海   | 櫻木蓮   | 光   | 平衡 | 在期間限定活動《賞月就在優雅的茶會後》做為非操作角色初次登場。 |
| 枇枇木巡   | 夏吉優子   | 兔塚英志 | 火   | 支援 |                                                                |
| 智珠蘭華   | 幸村惠理   |          | 火   | 攻擊 | 在期間限定活動《來自新風》做為非操作角色初次登場。             |
| 柚希理音   | 田中千惠美 | 櫻木蓮   | 闇   | 支援 | 在期間限定活動《賞月就在優雅的茶會後》做為非操作角色初次登場。 |
| 觀鳥令     | 河瀨茉希   | 凪良     | 火   | 攻擊 |                                                                |
| 青葉知花   | 山田麻莉奈 | U35      | 木   | 平衡 | 在期間限定活動《空虛的心中綻放之花》做為非操作角色初次登場。   |

#### 初始4星
| 姓名                          | 聲優          | 角色設計              | 屬性 | 類型 | 備註                                                                                  |
| ----------------------------- | ------------- | --------------------- | ---- | ---- | ------------------------------------------------------------------------------------- |
| 御園花凜                      | 金元壽子      | 蒼樹梅                | 火   | 支援 |                                                                                       |
| 相野美都                      | 長繩麻理亞    | Hanokage              | 木   | 平衡 |                                                                                       |
| 粟根心                        | 近藤玲奈      | GAN                   | 光   | 防禦 |                                                                                       |
| 七瀨幸佳                      | 鷲見友美Jiena | 枡狐 蛙空             | 光   | 平衡 |                                                                                       |
| 更紗帆奈                      | 岡咲美保      |                       | 闇   | 攻擊 |                                                                                       |
| 真尾日美香                    | 大空直美      | PAPA                  | 火   | 防禦 |                                                                                       |
| 若菜紬                        | 德井青空      |                       | 木   | 防禦 | 在期間限定活動《櫻之轍》做為非操作角色初次登場。                                      |
| 五十鈴憐                      | 尾崎由香      | 櫻小春 （QP:flapper） | 闇   | 魔法 |                                                                                       |
| 靜海木葉                      | Lynn          |                       | 水   | 平衡 |                                                                                       |
| 梢麻友                        | 相坂優歌      | 植田亮                | 水   | 魔法 |                                                                                       |
| 史乃沙優希                    | Machico       |                       | 光   | 支援 | 在期間限定活動《漫不經心的少女加油！ ～等等，這是誤會呀！～》做為非操作角色初次登場。 |
| 千秋理子                      | 赤尾光        |                       | 光   | 支援 |                                                                                       |
| 古町美倉                      | 市之瀨加那    |                       | 闇   | 魔法 |                                                                                       |
| 香春優奈                      | 上坂堇        |                       | 木   | 魔法 |                                                                                       |
| 艾希莉·泰勒 （Ashley Taylor） | 天城莎莉      | 紅緒                  | 闇   | 攻擊 | 北美服限定角色。                                                                      |
| 牧野郁美                      | 木野日菜      | 植田亮                | 闇   | 治癒 |                                                                                       |
| 水樹壘                        | 伊瀨茉莉也    |                       | 闇   | 攻擊 |                                                                                       |
| 南津涼子                      | 戶松雪菜      |                       | 火   | 平衡 | 在期間限定活動《來自新風》做為非操作角色初次登場。                                    |

#### 衍生形態
以下衍生形態皆為初始4星。
| 姓名                     | 聲優                | 角色設計             | 屬性 | 類型     | 備註 |
| ------------------------ | ------------------- | -------------------- | ---- | -------- | ---- |
| 環彩羽（泳裝ver.）       | 麻倉桃              | 蒼樹梅               | 水   | 支援     |      |
| 彩羽・八千代（決戰ver.） | 麻倉桃 雨宮天       | 蒼樹梅               | 光   | 究極     |      |
| 玲奈・楓（泳裝ver.）     | 石原夏織 大橋彩香   | 蒼樹梅               | 水   | 魔法     |      |
| 八雲美玉（盛裝ver.）     | 堀江由衣            |                      | 無   | 平衡     |      |
| 天音姐妹（泳裝ver.）     | 內田真禮 內田彩     |                      | 水   | 治癒     |      |
| 鹿目圓（盛裝ver.）       | 悠木碧              | 蒼樹梅               | 光   | 支援     |      |
| 曉美焰                   | 齋藤千和            | 蒼樹梅               | 闇   | 攻擊     |      |
| 曉美焰（泳裝ver.）       | 齋藤千和            | 蒼樹梅               | 光   | 魔法     |      |
| 美樹沙耶香（盛裝ver.）   | 喜多村英梨          | 蒼樹梅               | 水   | 防禦     |      |
| 佐倉杏子（泳裝ver.）     | 野中藍              | 蒼樹梅               | 火   | 攻擊     |      |
| 百江渚（情人節ver.）     | 阿澄佳奈            | 蒼樹梅               | 闇   | 圓環支援 |      |
| 梨花・憐（聖誕ver.）     | 伊藤加奈惠 尾崎由香 | 櫻小春（QP:flapper） | 闇   | 魔法     |      |

### 從其他作品登場的人物
| 姓名                | 聲優       | 角色設計          | 屬性 | 類型     | 初始     | 登場作品                               |
| ------------------- | ---------- | ----------------- | ---- | -------- | -------- | -------------------------------------- |
| 美國織莉子          | 早見沙織   |                   | 光   | 魔法     | 3星      | 魔法少女小織 （魔法少女おりこ☆マギカ） |
| 吳希里華            | 井口裕香   | 闇                | 防禦 | 4星      |          | 魔法少女小織 （魔法少女おりこ☆マギカ） |
| 千歲由真            | 久野美咲   | 木                | 治癒 | 3星      |          | 魔法少女小織 （魔法少女おりこ☆マギカ） |
| 和美                | 丹下櫻     | 平松正樹 天杉貴志 | 闇   | 攻擊     | 4星      | 魔法少女和美 （魔法少女かずみ☆マギカ） |
| 御崎海香            | 內田彩     | 平松正樹 天杉貴志 | 水   | 治癒     | 3星      | 魔法少女和美 （魔法少女かずみ☆マギカ） |
| 牧薰                | 田所梓     | 平松正樹 天杉貴志 | 火   | 平衡     | 3星      | 魔法少女和美 （魔法少女かずみ☆マギカ） |
| 塔魯特              | 堀江由衣   | 枡狐 蛙空         | 光   | 平衡     | 4星      | 魔法少女貞德 （魔法少女たると☆マギカ） |
| 塔魯特（ver.Final） | 堀江由衣   | 枡狐 蛙空         | 光   | 極限     | 4星      | 魔法少女貞德 （魔法少女たると☆マギカ） |
| 莉茲·霍克伍德       | 小清水亞美 | 枡狐 蛙空         | 闇   | 攻擊     | 4星      | 魔法少女貞德 （魔法少女たると☆マギカ） |
| 梅麗莎·德·維尼奧勒  | 加隈亞衣   | 枡狐 蛙空         | 水   | 魔法     | 3星      | 魔法少女貞德 （魔法少女たると☆マギカ） |
| 愛麗莎·瑟爾斯加     | 澤城美雪   | 枡狐 蛙空         | 火   | 平衡     | 4星      | 魔法少女貞德 （魔法少女たると☆マギカ） |
| 拉皮努              | 井澤詩織   | 枡狐 蛙空         | 火   | 防禦     | 3星      | 魔法少女貞德 （魔法少女たると☆マギカ） |
| 可魯波              | 大坪由佳   | 枡狐 蛙空         | 闇   | 攻擊     | 3星      | 魔法少女貞德 （魔法少女たると☆マギカ） |
| 米諾                | 未公開     | 枡狐 蛙空         | 光   | 尚未實裝 | 尚未實裝 | 魔法少女貞德 （魔法少女たると☆マギカ） |
| 天乃鈴音            | 南條愛乃   | GAN               | 火   | 攻擊     | 4星      | 魔法少女鈴音 （魔法少女すずね☆マギカ） |
| 日向茉莉            | 村川梨衣   | GAN               | 木   | 平衡     | 4星      | 魔法少女鈴音 （魔法少女すずね☆マギカ） |
| 成見亞里紗          | 植田佳奈   | GAN               | 闇   | 平衡     | 3星      | 魔法少女鈴音 （魔法少女すずね☆マギカ） |
| 詩音千里            | 東山奈央   | GAN               | 水   | 支援     | 3星      | 魔法少女鈴音 （魔法少女すずね☆マギカ） |
| 奏遙香              | 松井惠理子 | GAN               | 光   | 支援     | 3星      | 魔法少女鈴音 （魔法少女すずね☆マギカ） |
| 百江渚              | 阿澄佳奈   | 蒼樹梅            | 闇   | 圓環魔法 | 4星      | 劇場版 魔法少女小圓［新篇］叛逆的物語  |
| 小圓前輩            | 悠木碧     | PAPA              | 光   | 平衡     | 3星      | 魔法☆報告 （マギア☆レポート）          |
| 小彩羽              | 麻倉桃     | PAPA              | 光   | 輔助     | 4星      | 魔法☆報告 （マギア☆レポート）          |
| 小菲莉西亞          | 佐倉綾音   | PAPA              | 闇   | 攻擊     | 3星      | 魔法☆報告 （マギア☆レポート）          |
| 小玲奈（偶像ver.）  | 石原夏織   | PAPA              | 水   | 攻擊     | 4星      | 魔法☆報告 （マギア☆レポート）          |
| 戰場原黑儀          | 齋藤千和   | 渡邊明夫          | 闇   | 攻擊     | 3星      | 物語系列                               |
| 八九寺真宵          | 加藤英美里 | 渡邊明夫          | 水   | 防禦     | 4星      | 物語系列                               |
| 神原駿河            | 澤城美雪   | 渡邊明夫          | 火   | 攻擊     | 4星      | 物語系列                               |
| 千石撫子            | 花澤香菜   | 渡邊明夫          | 木   | 魔法     | 4星      | 物語系列                               |
| 羽川翼              | 堀江由衣   | 渡邊明夫          | 火   | 支援     | 4星      | 物語系列                               |
| 忍野忍              | 坂本真綾   | 渡邊明夫          | 光   | 魔法     | 4星      | 物語系列                               |
| 高町奈葉            | 田村由香里 | 橋立佳奈          | 火   | 平衡     | 4星      | 魔法少女奈葉Detonation                 |
| 菲特·T·哈洛溫       | 水樹奈奈   | 橋立佳奈          | 光   | 攻擊     | 4星      | 魔法少女奈葉Detonation                 |
| 八神疾風            | 植田佳奈   | 橋立佳奈          | 木   | 魔法     | 3星      | 魔法少女奈葉Detonation                 |

### 其他的登場人物
黑羽毛（匿名希望）
在期間限定活動「訂製情人節〜大家傳達心意的方法〜」的「曉美焰篇」劇情中登場的黑羽毛少女。自稱「匿名希望」隱藏個人資訊，本名不明。
在同一活動的某次戰鬥中敗給魔女而結識小焰，由於兩人境遇相似而成為朋友，最後由於成為魔女，遭到小焰討伐而亡。
黑江
動畫原創角色。在第一季向環彩羽提及「只要去神濱市，魔法少女就能得到救贖」的傳聞 。第一季末加入Magius之翼。在第二季協助彩羽進入Hotel Fendthope。